# Дважды косо отсечённый ромбоикосододекаэдр
Два́жды ко́со отсечённый ромбоикосододека́эдр — один из многогранников Джонсона (J81, по Залгаллеру — М13+М6).
Составлен из 42 граней: 10 правильных треугольников, 20 квадратов, 10 правильных пятиугольников и 2 правильных десятиугольников. Каждая десятиугольная грань окружена пятью пятиугольными и пятью квадратными; среди пятиугольных граней 2 окружены двумя десятиугольными и тремя квадратными, 6 — десятиугольной и четырьмя квадратными, остальные 2 — пятью квадратными; среди квадратных граней 1 окружена двумя десятиугольными и двумя пятиугольными, 8 — десятиугольной, двумя пятиугольными и треугольной, остальные 11 — двумя пятиугольными и двумя треугольными; каждая треугольная грань окружена тремя квадратными.
Имеет 90 рёбер одинаковой длины. 10 рёбер располагаются между десятиугольной и пятиугольной гранями, 10 рёбер — между десятиугольной и квадратной, 40 рёбер — между пятиугольной и квадратной, остальные 30 — между квадратной и треугольной.
У дважды косо отсечённого ромбоикосододекаэдра 50 вершин. В 20 вершинах сходятся десятиугольная, пятиугольная и квадратная грани; в 30 вершинах сходятся пятиугольная, две квадратных и треугольная грани.
Дважды косо отсечённый ромбоикосододекаэдр можно получить из ромбоикосододекаэдра, отсекши от того два не противолежащих друг другу пятискатных купола (J5). Вершины полученного многогранника — 50 из 60 вершин ромбоикосододекаэдра, рёбра — 90 из 120 рёбер ромбоикосододекаэдра; отсюда ясно, что у дважды косо отсечённого ромбоикосододекаэдра тоже существуют описанная и полувписанная сферы, причём они совпадают с описанной и полувписанной сферами исходного ромбоикосододекаэдра.

## Метрические характеристики
Если дважды косо отсечённый ромбоикосододекаэдр имеет ребро длины {\displaystyle a}, его площадь поверхности и объём выражаются как
{\displaystyle S={\frac {5}{2}}\left(8+{\sqrt {3}}+\left(2+{\sqrt {5}}\right){\sqrt {5+2{\sqrt {5}}}}\right)a^{2}\approx 56{,}9233187a^{2},}
{\displaystyle V={\frac {5}{3}}\left(11+5{\sqrt {5}}\right)a^{3}\approx 36{,}9672331a^{3}.}
Радиус описанной сферы (проходящей через все вершины многогранника) при этом будет равен
{\displaystyle R={\frac {1}{2}}{\sqrt {11+4{\sqrt {5}}}}\;a\approx 2{,}2329505a;}
радиус полувписанной сферы (касающейся всех рёбер в их серединах) —
{\displaystyle \rho ={\frac {1}{2}}{\sqrt {10+4{\sqrt {5}}}}\;a\approx 2{,}1762509a.}